# Moët & Chandon
Moët & Chandon, és un celler francès, co-propietari de la companyia de productes de luxe LVMH.
Moët et Chandon és un dels productors de xampany més grans del món. La companyia compta amb una autorització real per proveir xampany a la reina Elisabet II.
Moët et Chandon va ser establerta el 1743 per Claude Moët, i en l'actualitat té més de 1.000 hectàrees (2.500 acres) de vinyes, i anualment produeix aproximadament 26 milions d'ampolles de xampany.

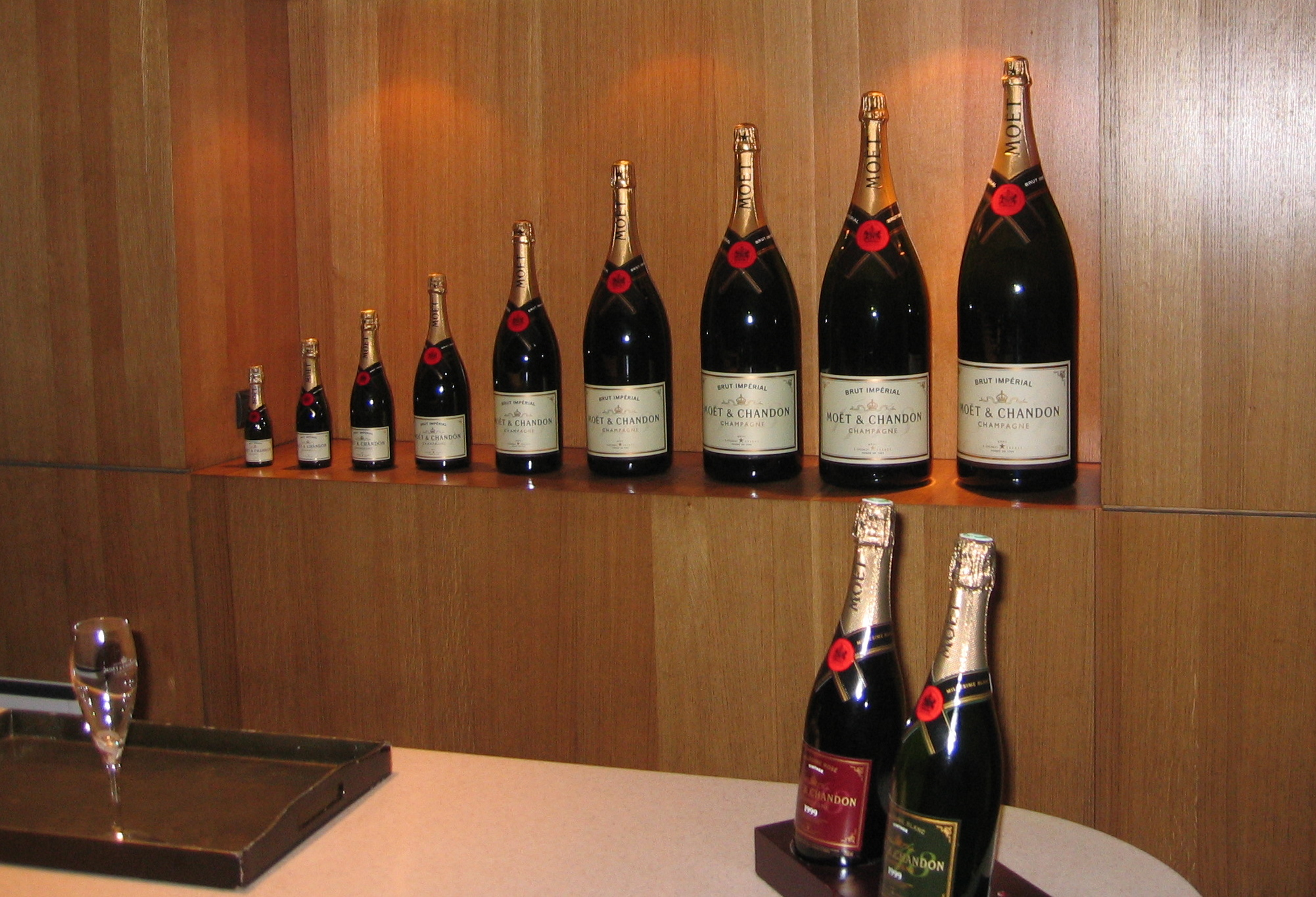
Ampolles de xampany de la marca Moët & Chandon